# Egek ura
Az Egek ura (Up in the Air) egy 2009-ben bemutatott amerikai komikus filmdráma Jason Reitman rendezésében. A főszerepben George Clooney, Vera Farmiga és Anna Kendrick látható. A produkciót hat Oscar-díjra, Golden Globe-díjra és BAFTA-díjra jelölték, továbbá három Screen Actors Guild-díjra. A film egy-egy díjat nyert a legjobb adaptált forgatókönyvéért.

## Cselekmény
A gazdasági válság következtében több vállalat is leépítésre kényszerül. Ryan szakmája, hogy a felettesek nevében elbocsájtja az alkalmazottakat. Ryan élete egyébként precízen kidolgozott rendszer alapján működik, és befér egy aprócska bőröndbe. Családjával nem tartja a kapcsolatot, egyedül a nővére, Kara próbálja meg összetartani őket. Ryan egyetlen célja, hogy megüsse a tíz millió repült mérföldet kedvelt légitársaságánál, hogy ő lehessen a hetedik és egyben legfiatalabb személy, aki ezt elérte.
Tervébe azonban belerondít egy túlbuzgó újonc, Natalie, akinek sikerül meggyőznie Ryan főnökét egy videóval felszerelt elbocsátási rendszerről. Hogy a költségeket lecsökkenthessék, az ügynököknek nem kell röpködniük, hanem számítógépen keresztül lebonyolíthatják a leépítést. Ryan nagyon jól tudja, hogy a kirúgás az embereket mélyen érinti, amit nem lehet számítógéppel kezelni, valamint a repülésről sem akar lemondani. A főnökét nem tudja lebeszélni, de eléri, hogy Natalie-t próbaidőre helyezzék, és a lánynak Ryan mellett tapasztalatokat kell gyűjtenie.
Ryan megismerkedik az üzletasszony Alexszel, aki szintén rengeteget repül. Mindketten az elköteleződés nélküli életet vallják, és hamar egymásra találnak. Natalie azonban kitart az ideáljai mellett, ő házasodni akar és gyermekeket, az embernek szüksége van egy családra. Ryan nővére, Kara felveszi a férfival a kapcsolatot, hogy a kishúguk nősülni készül. Kara szívességet kér Ryantől, hogy készítsen fotókat a helyszínekről, amerre repül, hogy azokat összegyűjthessék a lakodalomra.
Eközben Natalie alól kicsúszik a talaj. Az elküldött alkalmazottak reakciói megviselik, és kételkedni kezd a videós ötletében. A barátja közben smsben szakít vele, és Natalie bevallja Ryannek, hogy valójában mást akart kezdeni az életével, de a barátja miatt otthagyta azt a lehetőséget San Franciscóban. Ryan Alex mellett ráébred, hogy ő sem akar többé egyedül maradni. Húga esküvőjén meggyőzi a beijedt vőlegényt, hogy bár nincs értelme elköteleződni, de egyedül lenni rosszabb, az ember könnyebben veszi az akadályokat. Ryan megkeresi Alexet Chicagóban, de csak, hogy ráébredjen, a nőnek már van saját családja, és őt csak egérútnak használta.
A következő pofon Natalie-tól jön. Ryan felettese a számok alapján jóváhagyta a videós elbocsátási rendszer üzembe helyezését, a folyamatot azonban leállíttatják, amikor kiderül, hogy az egyik alkalmazott, akit Natalie a Ryannel való körúttal kirúgott, öngyilkos lett. Natalie felmond, és elmegy San Franciscóba, hogy újra megpróbálja a szerencséjét, és Ryan beajánlásával Natalie-t felveszik az új munkahelyére.
Ryan eléri a tíz millió mérföldet és a repülő fedélzetén ünnepséget tartanak neki, de mikor a kapitánnyal beszél, rájön, hogy valójában már nem tudja, miért akarta ezt ennyire elérni. Az összegyűjtött mérföldeket átutaltatja a húga és újdonsült férje számlájára, hogy végre elmehessenek nászútra, ő maga pedig a reptérre megy, és a kijelzőt bámulja, majd elengedi a bőröndjét.

## Szereplők
| Színész           | Szerep                        | Magyar hangja        |
| ----------------- | ----------------------------- | -------------------- |
| George Clooney    | Ryan Bingham                  | Szabó Sipos Barnabás |
| Vera Farmiga      | Alex Goran                    | Bertalan Ágnes       |
| Anna Kendrick     | Natalie Keener                | Vadász Bea           |
| Jason Bateman     | Craig Gregory                 | Rajkai Zoltán        |
| Amy Morton        | Kara Bingham                  | Ősi Ildikó           |
| Melanie Lynskey   | Julie Bingham                 | Roatis Andrea        |
| Danny McBride     | Jim Miller                    | Király Attila        |
| Sam Elliott       | Maynard Finch, főpilóta       | Szélyes Imre         |
| J. K. Simmons     | Bob, kirúgott alkalmazott     | Forgács Gábor        |
| Zach Galifianakis | Steve, kirúgott alkalmazott   | Scherer Péter        |
| Steve Eastin      | Samuels, kirúgott alkalmazott | n.a                  |
| Chris Lowell      | Kevin, Ryan asszisztense      | n.a                  |
| Dustin Miles      | Ned, recepciós                | Hamvas Dániel        |
| Matt O'Toole      | Alex férje (hanjga)           | Kapácsy Miklós       |

további magyar hangok: Kapácsy Miklós, Molnár Levente, Molnár Zsuzsa, Welker Gábor

## Kritika
Jason Reitman keserédes komédiája olyan szinten beletrafál a zeitgeistbe, hogy ha valakinek meg kellene mutatni évek múlva, hogy milyen volt a világ (vagy legalábbis annak az USA által dominált része) 2009-ben, akkor biztos elég lenne beültetni erre a filmre.
A hollywoodi filmtermésből az Egek ura lényegében a gazdasági válság első filmjének bélyegezhető, ami a pontos korábrázolás mellett mégis univerzális és időtálló gondolatokat tud megfogalmazni. Leginkább azt, hogy egyedül lenni szar.
 – Onozó Róbert, origo.hu
Reitman tökéletesen tudja ábrázolni az ürességet és a kiúttalanságot, nem tart példabeszédet, nem túloz, de a szereplők, a párbeszédek, a beállítások, sőt még a kamera szűrői is mind ugyanazt mondják: felesleges erőlködni, lesz pár jó éved, aztán elhízol és meghalsz. És mindezt olyan természetességgel adja elő a három színész, hogy mindőjüket Oscarra jelölték ezért: Clooneyt a legjobb férfi főszereplő, Vera Farmigát és Anna Kendricket a legjobb női mellékszereplő kategóriájában. Csak a végén kezd el billegni a film, mert nemcsak happy end nincs, válasz se nagyon. Na jó, azért érkezik valami, miszerint együtt mégis jobb, mint egyedül. [...] Csak nem tudja elmondani [Reitman], hogy miért.
 – Szabóz, index.hu
Az Egek ura nagyon eltalálja a 3 fő karakter mozgásterét, interakcióját, egymással szemben való (el)helyezkedését. Ezáltal élővé és hitelessé tesz minden mondatot; egy olyan történetet mutat be, amely biztosan megtörtént vagy megtörténik - így.
 – Szilvási Krisztián, moziplussz.hu
Az Egek urában Reitman újfent bebizonyította, hogy egy egész filmet képes egyetlenegy érdekes középponti karakterre fölépíteni, miközben ötletesen és könnyedén, a kliséket ügyesen kerülve ábrázol olyan hétköznapi, ismerős problémákat mint például, hogy mit vigyünk magunkkal, ha utazni készülünk.
 – Keresztes Gergő, filmtett.ro
Reitman filmje nem csak nárcisztikus hősének bukásáról mesél, és nem csak az amerikai gazdasági válságról ad érzékletes képet, hanem ezzel párhuzamosan tükröt mutat az exkluzív klubkártyák, protokollmosolyok és hideg luxus uralta menedzservilágnak is. Ám éppen a szatíra hitele miatt tűnik falsnak az érzelmesebb történetszál, és maga az üzenet is – hiszen a rendszer kegyetlen működését és főszereplőnk heveny cinizmusát látva aligha tudjuk elfogadni a család fontosságáról szóló művészi állítást. A film végén a szabad piac – és Ryan Bingham – áldozatai (többen köztük amatőr szereplők, akik tényleg nemrég veszítették el állásukat) egy megindító montázsban az otthon melegének megtartó erejéről vallanak a kamerának – hoppon maradt hősünk pedig, miként a nyitányban, ismét magányos égi útra indul.
 – Nagy V. Krisztián, revizoronline.com

## Fontosabb díjak és jelölések
| Díj                     | Kategória                                  | Eredmény |
| ----------------------- | ------------------------------------------ | -------- |
| BAFTA-díj               | Legjobb film                               | Jelölve  |
| BAFTA-díj               | Legjobb adaptált forgatókönyv              | Elnyerte |
| BAFTA-díj               | Legjobb vágás                              | Jelölve  |
| BAFTA-díj               | Legjobb férfi főszereplő (George Clooney)  | Jelölve  |
| BAFTA-díj               | Legjobb női mellékszereplő (Vera Farmiga)  | Jelölve  |
| BAFTA-díj               | Legjobb női mellékszereplő (Anna Kendrick) | Jelölve  |
| David di Donatello-díj  | Legjobb külföldi film                      | Jelölve  |
| Golden Globe-díj        | Legjobb filmdráma                          | Jelölve  |
| Golden Globe-díj        | Legjobb rendező                            | Jelölve  |
| Golden Globe-díj        | Legjobb forgatókönyv                       | Elnyerte |
| Golden Globe-díj        | Legjobb férfi főszereplő (George Clooney)  | Jelölve  |
| Golden Globe-díj        | Legjobb női mellékszereplő (Vera Farmiga)  | Jelölve  |
| Golden Globe-díj        | Legjobb női mellékszereplő (Anna Kendrick) | Jelölve  |
| MTV Movie Awards        | Legjobb feltörekvő színész (Anna Kendrick) | Elnyerte |
| Oscar-díj               | Legjobb film                               | Jelölve  |
| Oscar-díj               | Legjobb rendező                            | Jelölve  |
| Oscar-díj               | Legjobb adaptált forgatókönyv              | Jelölve  |
| Oscar-díj               | Legjobb férfi főszereplő (George Clooney)  | Jelölve  |
| Oscar-díj               | Legjobb női mellékszereplő (Vera Farmiga)  | Jelölve  |
| Oscar-díj               | Legjobb női mellékszereplő (Anna Kendrick) | Jelölve  |
| Screen Actors Guild-díj | Legjobb férfi főszereplő (George Clooney)  | Jelölve  |
| Screen Actors Guild-díj | Legjobb női mellékszereplő (Vera Farmiga)  | Jelölve  |
| Screen Actors Guild-díj | Legjobb női mellékszereplő (Anna Kendrick) | Jelölve  |